# Wereldbeker schaatsen 2023/2024 - Wereldbeker 4
De Wereldbeker schaatsen 2023/2024 Wereldbeker 4 was de vierde wedstrijd van het wereldbekerseizoen die van 8 tot en met 10 december 2023 plaatsvond op de Ice Arena in Tomaszów Mazowiecki, Polen.

## Tijdschema
| Datum               | Tijd (CET) | Onderdeel |
| ------------------- | ---------- | --- |
| Vrijdag 8 december  | 18:30      | 1e 500 m vrouwen 1000 m mannen 3000 m vrouwen massastart mannen                                                       |
| Zaterdag 9 december | 14:00      | 1500 m vrouwen 1e 500 m mannen 1500 m mannen 2e 500 m mannen ploegenachtervolging vrouwen ploegenachtervolging mannen |
| Zondag 10 december  | 14:45      | 1000 m vrouwen 2e 500 m vrouwen 5000 m mannen massastart vrouwen                                                      |

## Podia

### Mannen
| Wedstrijd            | Goud                                                     | Tijd              | Zilver                                                   | Tijd              | Brons                                                               | Tijd              |
| 1e 500 m             | Gao Tingyu China                                         | 34,70             | Laurent Dubreuil Canada                                  | 34,77             | Wataru Morishige Japan                                              | 34,82             |
| 2e 500 m             | Laurent Dubreuil Canada                                  | 34,73             | Gao Tingyu China                                         | 34,79             | Damian Żurek Polen                                                  | 34,87             |
| 1000 m               | Jordan Stolz Verenigde Staten                            | 1.08,64           | Ryota Kojima Japan                                       | 1.09,73           | Hein Otterspeer Nederland                                           | 1.09,80           |
| 1500 m               | Peder Kongshaug Noorwegen                                | 1.46,41           | Jordan Stolz Verenigde Staten                            | 1.46,48           | Ning Zhongyan China                                                 | 1.46,99           |
| 5000 m               | Patrick Roest Nederland                                  | 6.18,01           | Hallgeir Engebråten Noorwegen                            | 6.23,84           | Davide Ghiotto Italië                                               | 6.24,66           |
| Massastart           | Andrea Giovannini Italië                                 | 60 punten 7.32,24 | Chung Jae-won Zuid-Korea                                 | 40 punten 7.32,35 | Bart Hoolwerf Nederland                                             | 20 punten 7.32,43 |
| Ploegenachtervolging | Verenigde Staten Ethan Cepuran Casey Dawson Emery Lehman | 3.44,85           | Italië Davide Ghiotto Andrea Giovannini Michele Malfatti | 3.45,39           | Noorwegen Hallgeir Engebråten Peder Kongshaug Sverre Lunde Pedersen | 3.46,50           |

### Vrouwen
| Wedstrijd            | Goud                                         | Tijd              | Zilver                                                  | Tijd              | Brons                                                     | Tijd              |
| 1e 500 m             | Kim Min-sun Zuid-Korea                       | 37,82             | Femke Kok Nederland                                     | 37,95             | Andżelika Wójcik Polen                                    | 38,16             |
| 2e 500 m             | Erin Jackson Verenigde Staten                | 37,80             | Kim Min-sun Zuid-Korea                                  | 37,96             | Femke Kok Nederland                                       | 38,13             |
| 1000 m               | Miho Takagi Japan                            | 1.15,28           | Brittany Bowe Verenigde Staten                          | 1.16,20           | Kimi Goetz Verenigde Staten                               | 1.16,25           |
| 1500 m               | Miho Takagi Japan                            | 1.56,63           | Marijke Groenewoud Nederland                            | 1.57,70           | Joy Beune Nederland                                       | 1.58,21           |
| 3000 m               | Ragne Wiklund Noorwegen                      | 4.06,69           | Marijke Groenewoud Nederland                            | 4.07,03           | Irene Schouten Nederland                                  | 4.07,74           |
| Massastart           | Irene Schouten Nederland                     | 60 punten 8.42,90 | Ivanie Blondin Canada                                   | 40 punten 8.42,94 | Mia Kilburg-Manganello Verenigde Staten                   | 20 punten 8.42,95 |
| Ploegenachtervolging | Japan Momoka Horikawa Ayano Sato Miho Takagi | 3.00,35           | Canada Ivanie Blondin Beatrice Lamarche Valérie Maltais | 3.03,24           | Polen Karolina Bosiek Magdalena Czyszczoń Natalia Jabrzyk | 3.05,88           |